# Arnar Jónsson
Arnar Jónsson, född 21 januari 1943 i Akureyri, är en isländsk skådespelare. Han har varit en av Islands ledande skådespelare sedan 1960-talet och är knuten till Islands nationalteater. 1975 var han med och grundade den vänsterradikala Althýduleikhúsid (folkteatern) i Akureyri. Som filmskådespelare är han bland annat känd för rollen som Gisle Sursson i Till sista blodsdroppen från 1981.
Han är gift med skådespelaren och politikern Þórhildur Þorleifsdóttir. Deras dotter Sólveig Arnarsdóttir är också skådespelare.

## Filmografi (i urval)
- Að byggja (1967)
- Undir sama þaki (1977)
- Silfurtunglið (1978)
- Flæðarmál (1981)
- Till sista blodsdroppen (Útlaginn) (1981)
- Á hjara veraldar (1983)
- Atómstöðin (1984)
- Gullsandur (1984)
- Gullna hliðið (1984)
- Fastir liðir, eins og venjulega (1985)
- Ást í kjörbúð (1986)
- Ferðalag Fríðu (1988)
- Djákninn (1988)
- Ævintýri á Norðurslóðum (1992)
- Karlakórinn Hekla (1992)
- María (1997)
- Dansinn (1998)
- Dómsdagur (1998)
- Mávahlátur (2001)
- Njálssaga (2003)
- Næturvaktin (2007)
- Duggholufólkið (2007)
- Fangavaktin (2009)
- Bjarnfreðarson (2009)
- Alfreð Elíasson & Loftleiðir (2009)
- En väldig vänskap (Fúsi) (2015)
- Fångade (Ófærð) (2015)